# 90 أنتيوب
90 أنتيوب (بالإنجليزية: 90 Antiope)‏، وهو كويكب مزدوج موجود بحزام الكويكبات الخارجي. اكتُشف أول مرة يوم 1 أكتوبر عام 1866 بواسطة روبرت لوثر. واكتُشف أنه كويكب مزدوج في عام 2000 عندما تبين أنه عبارة عن جرمين بنفس الحجم تقريبًا يدور كل منهما حول الآخر. يقع هذا الكويكب المزدوج ضمن أضخم 500 كويكب بالمجموعة الشمسية، إذ يصل متوسط قطر الجزأين الذي يتكون منهما 88 كيلومترًا و84 كيلومترًا تقريبًا. يعتبر أنتيوب واحدًا من عائلة الكويكبات المعروفة باسم «تيميس»، وتتشارك كويكباتها في العناصر المدارية.

## التسمية
حصل كويكب أنتيوب على اسمه من الميثولوجيا الإغريقية، ولكن لا نستطيع أن نحدد ما إذا كان يعود هذا الاسم إلى «أنتيوب الأمازونية» أم أنتيوب والدة «أمفيون» و«زيثوس».
أصبح اسم أنتيوب مُخصصًا للجرم الأكبر من جرمي هذا الكويكب بينما حمل الجرم الأصغر تسميةً مؤقتة: «إس/2000 (90) 1»، وذلك منذ اكتشاف طبيعته المزدوجة. ومع ذلك، ظل اسم أنتيوب مستخدمًا للتعبير عن النظام المزدوج بأكمله.

## الخصائص
يتكون أنتيوب من جرمين متساويين في الحجم تقريبًا (فرق الكتلة 2.5% فقط)، وتعتبر هذه الخاصية أكثر ما تميزه؛ إذ تجعله كويكبًا مزدوجًا بشكل فعلي. اكتُشفت طبيعته المزدوجة يوم 10 أغسطس عام 2000 بواسطة مجموعة من علماء الفلك باستخدام تقنية البصريات المكيفة بمرصد «دبليو. إم. كيك» على قمة جبل «مونا كيا». اقترحت عمليات الرصد التي قام بها التلسكوب الفضائي إراس من قبل أن هذا الكويكب يصل قطره لنحو 120 كيلومترًا.

### الخصائص المدارية
يدور أنتيوب بالثلث الخارجي للمنطقة الأساسية من حزام الكويكبات، وهو يتبع عائلة كويكبات تيميس. يبلغ قطر جزأي هذا الكويكب نحو 86 كيلومترًا على التقريب، وتفصلهما مسافة 171 كيلومترًا فقط، وهذه المسافة تساوي تقريبًا قطري الكويكبين؛ ولهذا يدور الكويكبان حول مركز مشترك للكتلة يقع في الفضاء الفاصل بينهما. تبلغ الفترة المدارية لأنتيوب 16.50 ساعةً تقريبًا، ويقل انحرافه المداري عن 0.006. يحدث عدد من الاحتجابات المتبادلة في هذا الكويكب المزدوج خلال فترات تتكرر كل عدة سنوات أثناء رصده من الأرض. يمكن استنتاج كتلة وكثافة الكويكبين بمعرفة الفترة المدارية لهما، وحجم كل جزء منهما باستخدام قانون كيبلر الثالث.
يشير محور المدارالمشترك للكويكبين حول بعضهما تجاه النقطة الواقعة وفقًا لنظام إحداثيات مسار الشمس: (β, λ)=( 200°,38°) مع وجود درجتين من عدم اليقين، وهذا يجعله يميل بنحو 63 درجةً على مدار الكويكبين حول الشمس.

### الخصائص الفيزيائية
يبلغ متوسط قطر أنتيوب (الكويكب الأكبر) 88 كيلومترًا تقريبًا، بينما يبلغ متوسط قطر الكويكب الأصغر «إس/2000 (90) 1» 84 كيلومترًا. يعتبر الكويكبان المكونان لأنتيوب من النوع الكربوني (سي) مثل بقية الكويكبات الموجودة في هذه المنطقة، وهذا يدل على زيادة نسبة الكربون في تكوين هذه الكويكباب. تُرجح الكثافة المنخفضة للكويكبين التي تبلغ 1.3±0.2 غرام لكل سنتيمتر مكعب أنهما كويكبان غنيان بالمسام (بنسبة أقل من 30%)، ويشير هذا إلى أن جزأي هذا الكويكب عبارة عن كومة أنقاض تكوَّن كل جزء منهما من تراكم البقايا الحطامية التي نتجت عن حادث اصطدام للكويكبات بالماضي.
ساعدت عمليات الرصد الأخرى باستخدام تقنية البصريات المكيفة على مراصد فئة 8 إلى 10 أمتار بالإضافة إلى المنحنى الضوئي للظواهر الضوئية الخاصة بأنتيوب على استنتاج مجموعة كاملة من الخصائص الفيزيائية الأخرى مثل شكل كل كويكب منهما، وتشتت السطح، والكثافة الظاهرية، والخصائص الداخلية. يفيد النموذج الموضوع لشكل الكويكبين بأنهما جرمان غير كرويين إلى حد ما بنسبة حجم تصل إلى 0.95 (ويبلغ متوسط نصف القطر 42.9 كيلومترًا)، ويُظهر الجرمان أنماط اتزان خاصة بالدوران المتجانس للكويكبين حول بعضهما.
اقترحت عمليات الرصد باستخدام تقنية البصريات المكيفة على المقراب العظيم «يو تي 4» عام 2007 بالإضافة إلى تحليل بيانات المنحنى الضوئي للكويكبين وجود فوهة اصطدام بأحد الكويكبين يصل عرضها 68 كيلومترًا وتأخذ شكل الوعاء، ومن المحتمل أنها تكونت بفعل اصطدام عنيف للكويكب أنتيوب في أطوراه الأولية المبكرة بكويكب آخر ما أدى إلى انشطار أنتيوب الأولي إلى جزأين متساويين في الحجم تقريبًا. اتضح بعد حساب حجم هذا الكويكب المصطدم بأنتيوب أن قطره يبلغ 17 كيلومترًا. ولم يتمكن مرصد كيك من تحديد هذه الفوهة.

## الاحتجابات
رُصدت 9 احتجابات لأنتيوب منذ عام 1988، وكانت أغلبها احتجابات متعددة الأوتار.
رُصد واحد من أفضل هذه الاحتجابات يوم 19 يوليو عام 2011 بواسطة 57 محطة رصد منتشرة على الساحل الغربي للولايات المتحدة، وأكدت 46 محطة رصدها لهذا الاحتجاب، بينما فشلت بقية المحطات البالغ عددها 11 محطة في رصده. ومع ذلك، ساعد فشل بعض المحطات على رصد هذا الحدث في الفصل بين جزأي الكويكب 90 أنتيوب بشكل واضح. ولسوء الحظ، عجزت بعض المحطات عن رصد أي شيء بسبب امتلاء السماء عندها بالغيوم. سُمي عدد من المحطات باسم «مايتي-ميني» أو «مايتي-ماكسي»، وكانت عبارة محطات مكونة من مراصد ذات عدسات شيئية وآلة تصوير فيديو مع وجود مُحدِّد لتوقيت تصوير الفيديو (VTI)، وتُركت هذه المحطات تعمل بشكل آلي بعد توجيه عدساتها إلى منطقة وقوع الاحتجاب بالسماء، وبهذا يتمكن الراصدون من متابعة حدث الاحتجاب نفسه من عدة محطات في آن واحد.
تأكد وجود الفوهة المذكورة أعلاه أثناء رصد هذا الاحتجاب.